# 清藤琉斗
清藤 琉斗（せいどう りゅうと、2002年10月19日 - ）は、日本の子役。東京都出身。ファイブ☆エイトに所属していた。本名同じ。

## 出演

### テレビ
- 水曜日のダウンタウン（TBSテレビ）
- 金曜日のスマたちへ（TBSテレビ）
- ほんとにあった怖い話 夏の特別編（2012年8月18日、フジテレビ)

### 映画
- 天使がくれたもの（2007年9月29日公開）

### CM
- 日本発条
- メディアファクトリー
- ベネッセ
- 松下電器

### スチール
- 東京書籍
- スクールIE
- 教育出版
- フォード
- ニコン

### 雑誌
- DIME

### VP
- 東武鉄道